# 宇都宮共同高等産業技術学校
宇都宮共同高等産業技術学校（うつのみやきょうどうこうとうさんぎょうぎじゅつがっこう）は、職業能力開発促進法に基づく認定職業訓練による職業能力開発校である。栃木県宇都宮市に所在し、1958年（昭和33年）に創設された。

## 概観
- 普通課程と短期課程があり、普通課程は、事業所で働きながら入校し、学科は専任講師、基本実技は専任指導員により授業を受け、応用実技については、各自が就職先の事業所で働きながら事業所内有資格指導員の指導を受け、知識・技能を磨き資格取得を目標とする職業訓練。
- 短期課程はある程度の技能を有する方を対象に国家検定等、資格取得を目標とする短期間の職業訓練。

## 訓練科
普通課程
- 建築施工系　－  木造建築科
- 建築内装系　－  畳科
- 建築施工系　－  建築設計科
- デザイン系　－  広告美術科
- 装飾系 　　 　－ フラワー装飾科

短期課程
- 建築施工系　－  木造建築科
- 建築内装系　－  畳科
- デザイン系　－ 広告美術科
- 装飾系 　　　－   フラワー装飾科